# Haffsta en Vägersta
Haffsta en Vägersta (Zweeds: Haffsta och Vägersta) is een småort in de gemeente Örnsköldsvik in het landschap Ångermanland en de provincie Västernorrlands län in Zweden. Het småort heeft 104 inwoners (2005) en een oppervlakte van 27 hectare. Eigenlijk bestaat het småort uit twee plaatsen: Haffsta en Vägersta.

## Verkeer en vervoer
Bij de plaats loopt de Länsväg 335.